# Ácido aspártico
El ácido aspártico o su forma ionizada, el aspartato (símbolos Asp y D) es uno de los veinte aminoácidos con los que las células forman las proteínas. En el ARN se encuentra codificado por los codones GAU o GAC.
Presenta un grupo carboxilo (-COOH) en el extremo de la cadena lateral. Su fórmula química es HO
2CCH(NH
2)CH
2CO
2H.
A pH fisiológico, tiene una carga negativa (es ácido); pertenece al grupo de aminoácidos con cadenas laterales polares cargadas. No es un aminoácido esencial ya que puede ser sintetizado por el organismo humano.
Su biosíntesis tiene lugar por transaminación del ácido oxalacético, un metabolito intermediario del ciclo de Krebs.

## Descubrimiento
El ácido aspártico fue descubierto en 1827 por los químicos franceses Auguste-Arthur Plisson y Étienne Ossian Henry, derivado de la asparagina, que había sido aislada a partir de jugo de espárragos en 1806, por ebullición con una base.

## Metabolismo

### Formación de aspartato
El aspartato no es esencial en mamíferos, siendo producido a partir del oxalacetato por una reacción de transaminación. También se sintetiza del dietil sodio eftalimidomalonato, (C

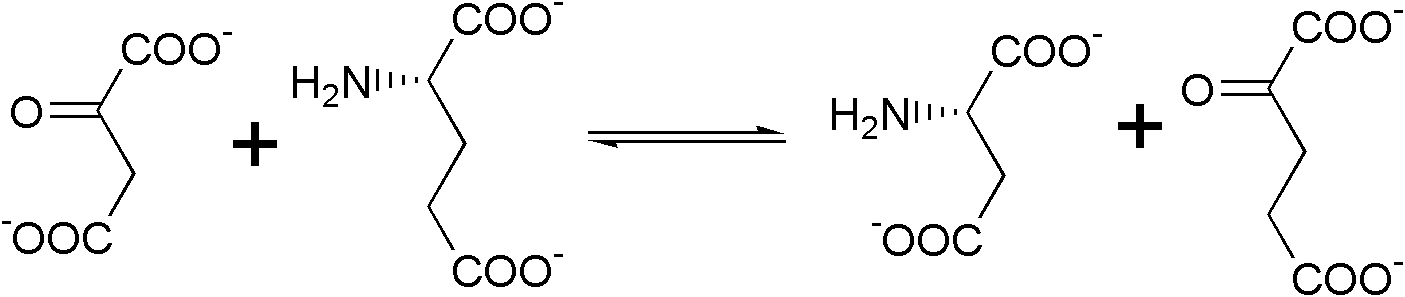
Paso de oxalacetato y glutamato a aspartato y α-cetoglutarato a través de la aspartato transaminasa

6H
4(CO)
2NC(CO
2Et)
2).

### Rutas metabólicas relacionadas
El aspartato participa en la formación de glutamato a través de la glutamato-aspartato transaminasa citosólica.
El aspartato es también un metabolito del ciclo de la urea y participa en la gluconeogénesis.

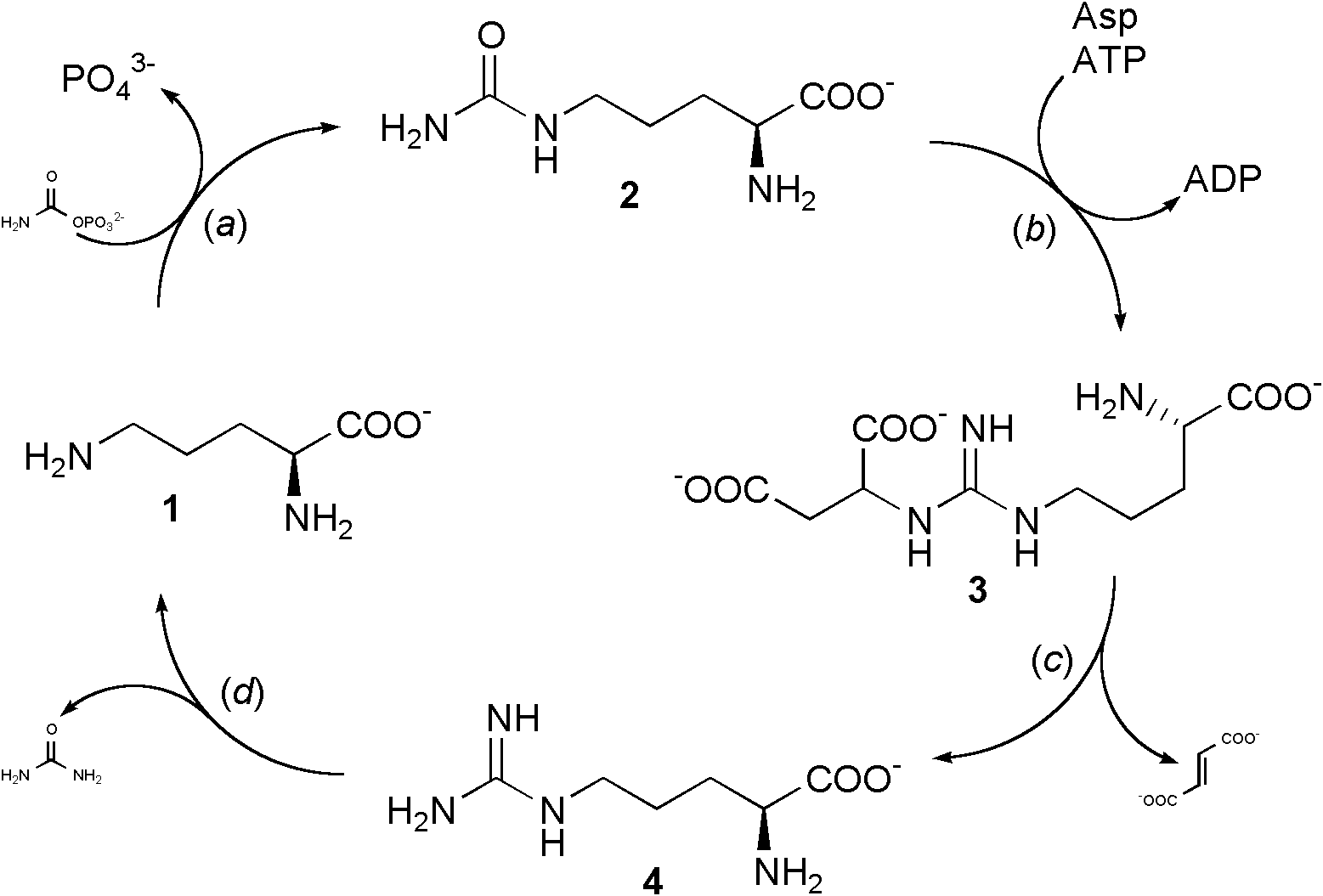
Ciclo de la urea

### Inactivación
El mecanismo de inactivación es la recaptación. Se han descrito distintos sistemas de transporte en las membranas neuronales y gliales. En la neurona está el EGAC1, que transporta glutamato y aspartato. En la célula glial está el GLAST (aspartato-glutamato). Estos sistemas de transporte son dependientes de sodio e independiente de cloro.
y relaciones.

### Receptores
Los receptores para aspartato son un mundo muy complejo. Los hay ionotrópicos y metabotrópicos. Estimula los receptores NMDA, aunque no tan fuertemente como la hace el glutamato.

## Funciones
El aspartato es uno de los aminoácidos que actúan como neurotransmisores. Su función como neurotrasmisor es de carácter excitatorio del SNC.